# Хан, Али Акбар

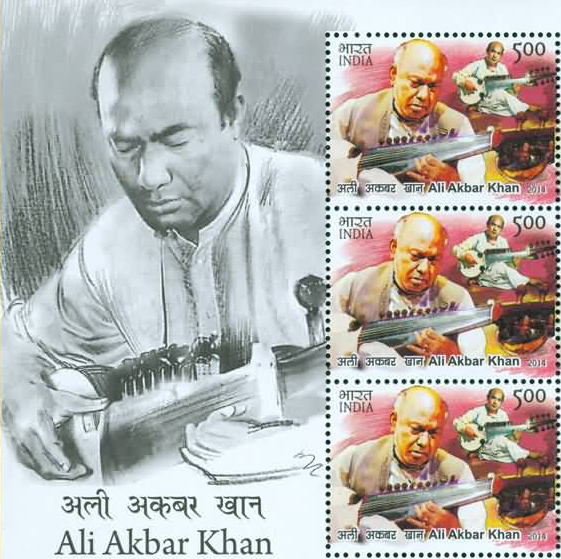
Али Акбар Хан на почтовой марке Индии 2014 года

Али Акбар Хан (англ. Ali Akbar Khan, бенг. আলী আকবর খাঁ; 14 апреля 1922 — 18 июня 2009) — индийский музыкант и композитор, известный исполнитель на сароде в классическом стиле хиндустани, популяризатор индийской классической музыки на Западе, заслуженный профессор музыки Калифорнийского университета в Санта-Крузе. Прославился не только как музыкальный исполнитель, но и как преподаватель. В 1967 году основал в Калькутте Музыкальный колледж Али Акбара, который в настоящее время расположен в Сан-Рафаэле (штат Калифорния, США) и имеет филиал в Базеле, Швейцария. Хан написал несколько раг и музыку ко многим кинофильмам.
Обучился музыке у своего отца Алауддина Хана. Впервые приехал в США в 1955 году по приглашению скрипача Иегуди Менухина и позднее поселился в Калифорнии. Пять раз номинировался на премию «Грэмми». В 1989 году стал лауреатом ордена «Падма Вибхушан» — второй по значимости гражданской награды Индии.